# آدریان استرجیس
آدریان استرجیس (انگلیسی: Adrian Sturges؛ زادهٔ ۱۹۷۶ میلادی) تهیه‌کننده فیلم اهل بریتانیا است.
وی دانش‌آموختهٔ رشتهٔ الهیات و تاریخ هنر در کالج کینگ، کمبریج است.
از فیلم‌ها یا مجموعه‌های تلویزیونی که وی در آن‌ها نقش داشته‌است، می‌توان به آلباتروس، فراری از واقعیت، نانوا و چیمریکا اشاره نمود.